# 조중회전별시첩
조중회전별시첩(趙重晦 餞別詩帖)은 대전광역시 유성구 상대동, 대전시립박물관에 있는 조선시대의 시첩이다. 2009년 12월 23일 대전광역시의 유형문화재 제43호로 지정되었다.

## 개요
조선 영조 27년인 1751년 사은겸동지사 일행의 서장관으로 북경으로 떠나는 조중회의 노고를 격려하고 무사히 다녀올 것을 기원하며 조중회의 친구, 지인들이 직접 써준 송별시첩이다. 별장문학은 물론이고 당시의 대 중국사행의 형태와 사대부들의 시국에 대한 인식을 보여주는 귀중한 자료이다.

## 참고 문헌
- 조중회전별시첩 - 국가유산청 국가유산포털